# Michail Antonowitsch Dasko
Michail Antonowitsch Dasko (russisch Михаил Антонович Дасько, engl. Transkription Mikhail Dasko; * 26. Januar 1961 in Saschtschob’je, BSSR, Sowjetunion) ist ein ehemaliger russischer Langstreckenläufer der bis 1991 für die Sowjetunion an den Start ging. Seinen größten Erfolg feierte er mit dem Gewinn der Bronzemedaille über 3000 Meter bei den Halleneuropameisterschaften 1988 in Budapest.

## Sportliche Laufbahn
Erste internationale Erfahrungen sammelte Michail Dasko vermutlich im Jahr 1986, als er bei den Goodwill Games in Moskau in 13:49,87 min den vierten Platz im 5000-Meter-Lauf belegte. 1988 gewann er bei den Halleneuropameisterschaften in Budapest in 7:56,51 min die Bronzemedaille über 3000 Meter hinter dem Spanier José Luis González und Markus Hacksteiner aus der Schweiz. Im Sommer nahm er über 5000 Meter an den Olympischen Sommerspielen in Seoul teil und schied dort mit 13:43,65 min im Halbfinale aus. Im Jahr darauf gelangte er bei den Hallenweltmeisterschaften in Budapest in 7:54,80 min Zehnter im 3000-Meter-Lauf und gelangte kurz darauf bei den Crosslauf-Weltmeisterschaften in Stavanger nach 42:59 min auf den 101. Platz im Einzelrennen über die Langdistanz. 1990 belegte er bei den Halleneuropameisterschaften in Glasgow in 7:55,22 min den vierten Platz über 3000 Meter und im Juli gewann er bei den Goodwill Games in Seattle in 13:36,44 min die Bronzemedaille über 5000 Meter hinter dem Kanadier Paul Williams und Addis Abebe aus Äthiopien. Daraufhin gelangte er bei den Europameisterschaften in Split mit 13:47,04 min auf Rang sechs. Bei den Crosslauf-Weltmeisterschaften 1991 in Antwerpen wurde er nach 35:04 min 32. über die Langdistanz und im August schied er bei den Weltmeisterschaften in Tokio mit 13:59,71 min in der Vorrunde über 5000 Meter aus. Im Jahr darauf wurde er beim IAAF World Cup in Havanna in 29:00,26 min Dritter im 10.000-Meter-Lauf hinter dem Äthiopier Addis Abebe und Antonio Serrano aus Spanien. Bei den Crosslauf-Weltmeisterschaften 1993 in Amorebieta-Etxano lief er nach 34:59 min auf dem 77. Platz ein und bei den Crosslauf-Weltmeisterschaften 1994 in Budapest erreichte er nach 36:52 min Rang 84. Im Dezember wurde er dann bei der Premiere der Crosslauf-Europameisterschaften in Alnwick nach 29:23 min 55. und beendete daraufhin seine aktive sportliche Karriere im Alter von 33 Jahren.
In den Jahren 1986 und von 1989 bis 1991 wurde Dasko sowjetischer Meister im 5000-Meter-Lauf sowie 1990 und 1991 auch über 10.000 Meter. Zudem wurde er 1990 und 1991 Hallenmeister über 3000 Meter sowie 1991 auch über 5000 Meter. Zudem wurde er 1987 sowjetischer Meister im Crosslauf.

## Persönliche Bestzeiten
- 3000 Meter: 7:42,00 min, 20. August 1989 in Köln
  - 3000 Meter (Halle): 7:51,83 min, 4. März 1989 in Budapest
- 5000 Meter: 13:16,73 min, 29. Juni 1991 in Getxo
  - 5000 Meter (Halle): 13:46,12 min, 10. Februar 1991 in Wolgograd
- 10.000 Meter: 28:37,37 min, 5. Juli 1990 in Kiew